# Giles de Badlesmere, 2. Baron Badlesmere

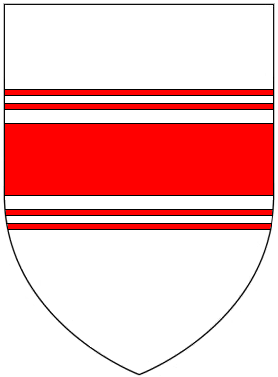
Wappen von Giles de Badlesmere

Giles de Badlesmere, 2. Baron Badlesmere (* 18. Oktober 1314; † 7. Juni 1338) war ein englischer Adliger.
Giles war der einzige Sohn von Bartholomew de Badlesmere, 1. Baron Badlesmere und von Margaret de Clare. Sein Vater, der als Steward of the Royal Household ein hohes Amt am Königshof bekleidet hatte, schloss sich im Juni 1321 überraschend der Adelsopposition gegen König Eduard II. an. Der König ging im Herbst 1321 militärisch gegen die Rebellen vor und eroberte am 31. Oktober 1321 Leeds Castle, den Sitz von Bartholomew de Badlesmere. Bei der Eroberung gerieten Giles, seine Mutter und seine Schwestern in Gefangenschaft. Sie wurden im Tower of London inhaftiert, wo Giles bis mindestens 1324 in Haft blieb. Dem König gelang es, die Adelsopposition vollständig zu besiegen. Sein Vater geriet nach der Schlacht bei Boroughbridge in Gefangenschaft und wurde im April 1322 als Verräter gehängt, seine Besitzungen wurden vom König eingezogen. Zum Vormund seines minderjährigen Sohnes Giles wurde sein Neffe Henry Burghersh, der Bischof von Lincoln, bestimmt. Erst nach dem Sturz von König Eduard II. Ende 1326 konnte Giles de Badlesmere im November 1328 beantragen, dass er die Besitzungen seiner Familie zurückerhielt. Von November 1334 bis Februar 1335 nahm er mit einem Gefolge von mindestens zehn men-at-arms am Feldzug von König Eduard III. nach Roxburgh in Schottland teil. 1336 und 1337 berief ihn der König als 2. Baron Badlesmere durch Writ of Summons in das Parlament. 
Giles heiratete nach Februar 1328 Elizabeth Montagu, eine Tochter von William Montagu, 1. Earl of Salisbury und von Catherine Grandison. Die Ehe blieb kinderlos. Bei seinem Tod wurden seine Besitzungen zwischen seinen vier Schwestern aufgeteilt, sein Titel fiel in Abeyance. Seine Witwe heiratete in zweiter Ehe Hugh le Despenser, 1. Baron le Despenser, den ältesten Sohn von Hugh le Despenser.